# Otto Frommel (Maler)
Otto Frommel (* 9. Januar 1835 in Karlsruhe; † 21. Juli 1861 in Lichtenthal) war ein deutscher Landschaftsmaler der Düsseldorfer Schule.

## Leben
Otto Frommel war der jüngste von drei Söhnen des Karlsruher Landschaftsmalers und Galeriedirektors Carl Ludwig Frommel aus dessen zweiter Ehe mit Jeanne Henriette Gambs (1801–1865) aus Straßburg, einer Tochter des evangelischen Theologen Christian Carl Gambs. Sein Cousin und Adoptivbruder war der Maler Karl Lindemann-Frommel, seine leiblichen Brüder waren die evangelischen Theologen Emil und Max Frommel. Otto Frommel wurde Privatschüler des Landschaftsmalers Johann Wilhelm Schirmer in Düsseldorf.